# 伊利亞斯沙希王朝
伊利亞斯沙希王朝，是中世紀孟加拉地區第一個突厥穆斯林王朝，在14-15世紀統治孟加拉地區。
王朝建立者沙姆斯烏德丁·伊利亞斯成功在孟加拉地區建立一個獨立的王國，即孟加拉蘇丹國。在1415年他創建的王國被孟加拉土著統治者拉頁·甘尼許推翻，但這王朝在1436年被伊利亞斯一個後裔納斯爾·烏德丁·馬赫穆德沙赫重建，在1487年該王朝最後一位統治者賈拉勒-烏德-丁·法提沙被他的哈比沙人宮廷侍衛指揮官所殺，該王朝正式終結。